# Alcis postlurida
Alcis postlurida är en fjärilsart som beskrevs av Inoue 1978. Alcis postlurida ingår i släktet Alcis och familjen mätare. Inga underarter finns listade i Catalogue of Life.

## Bildgalleri

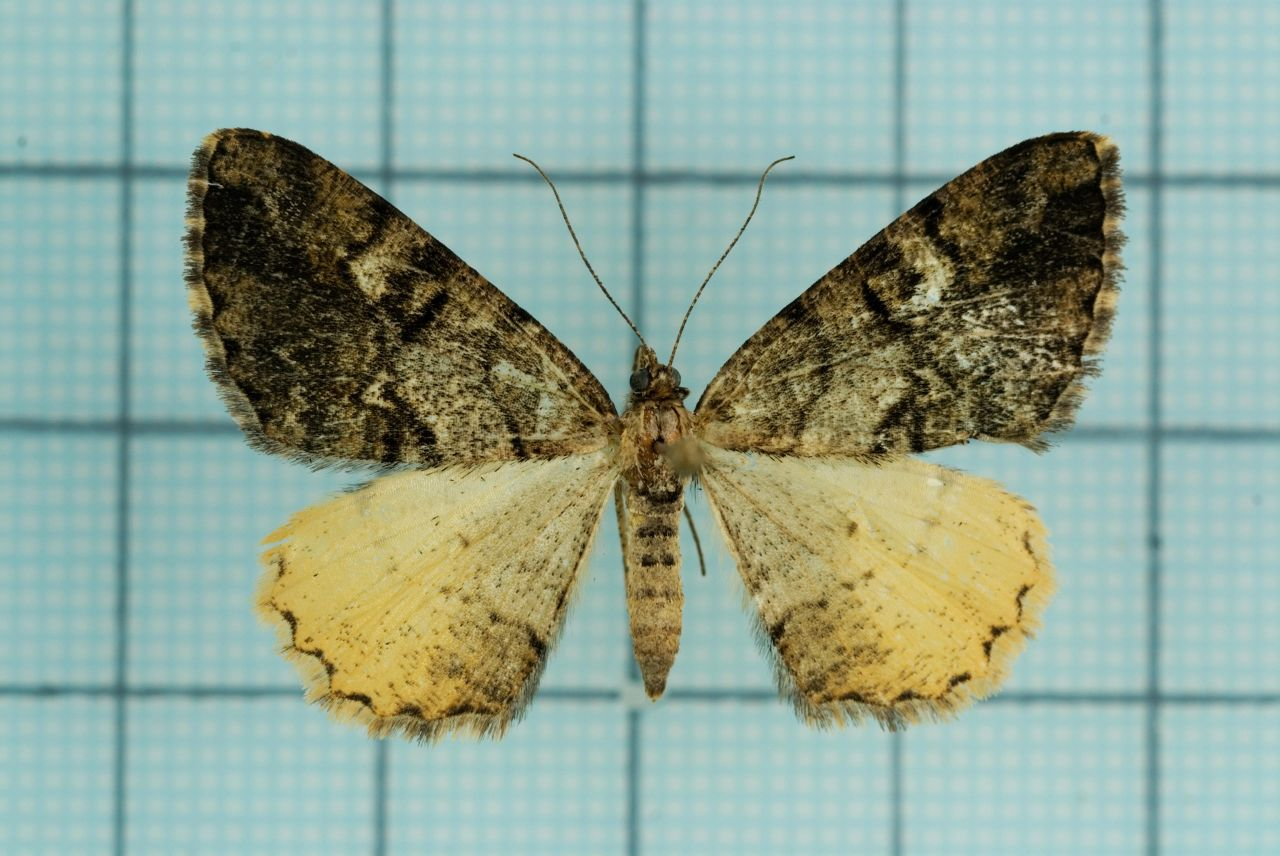
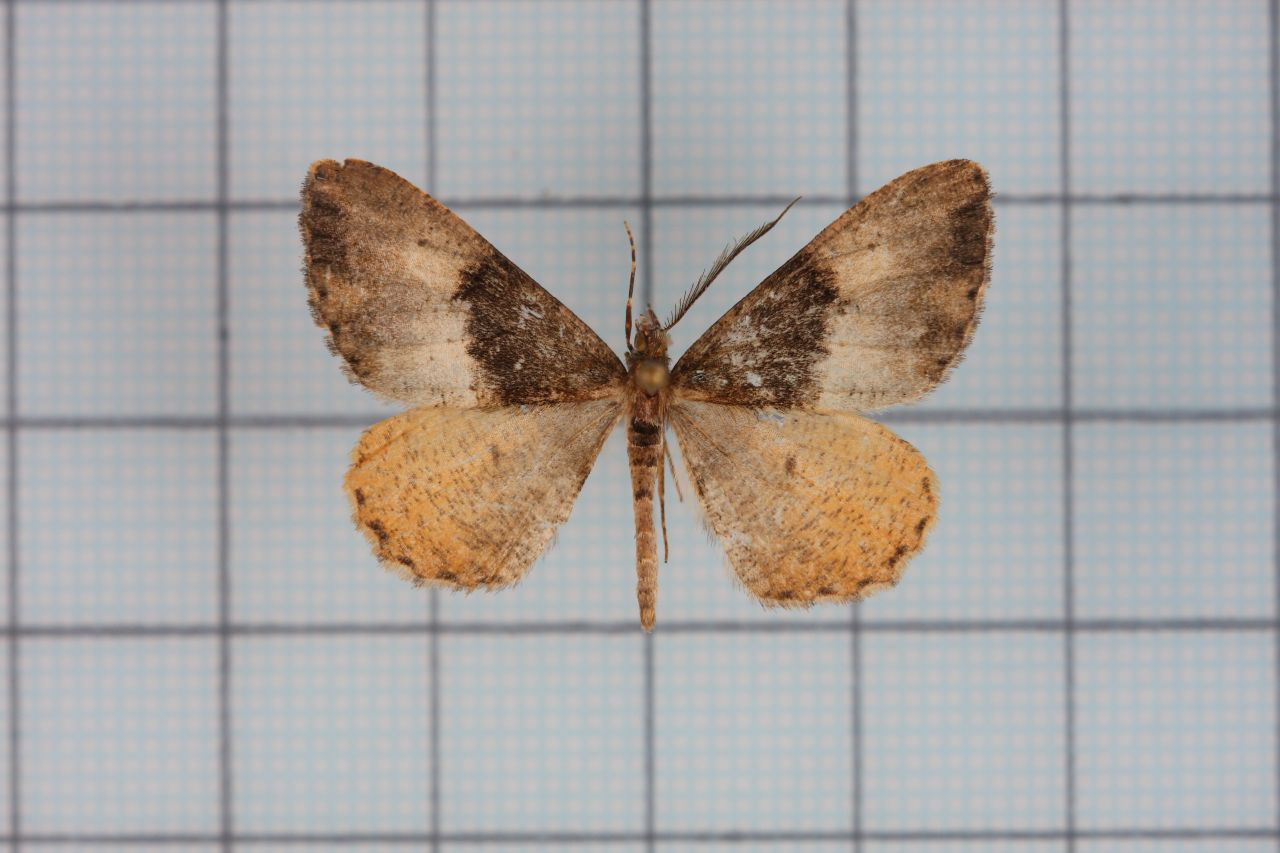
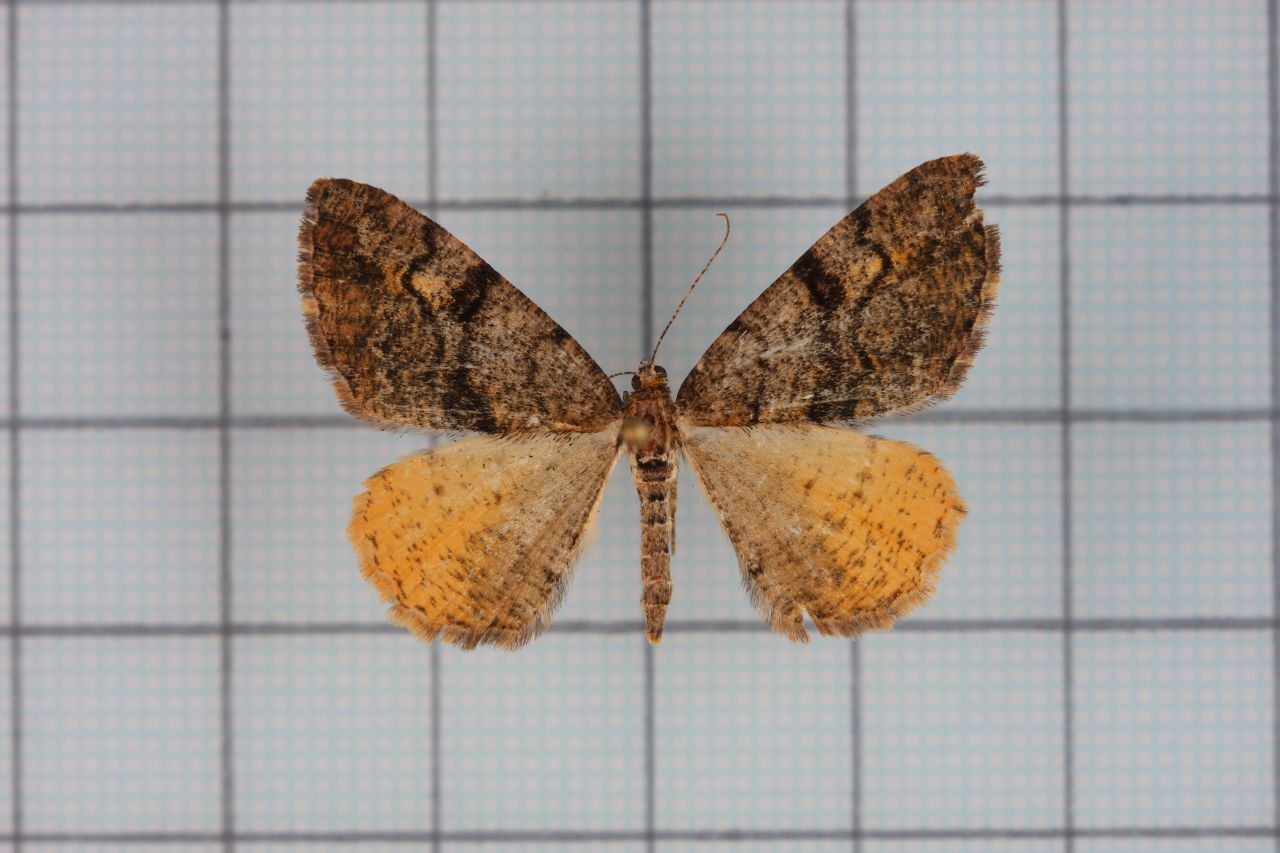
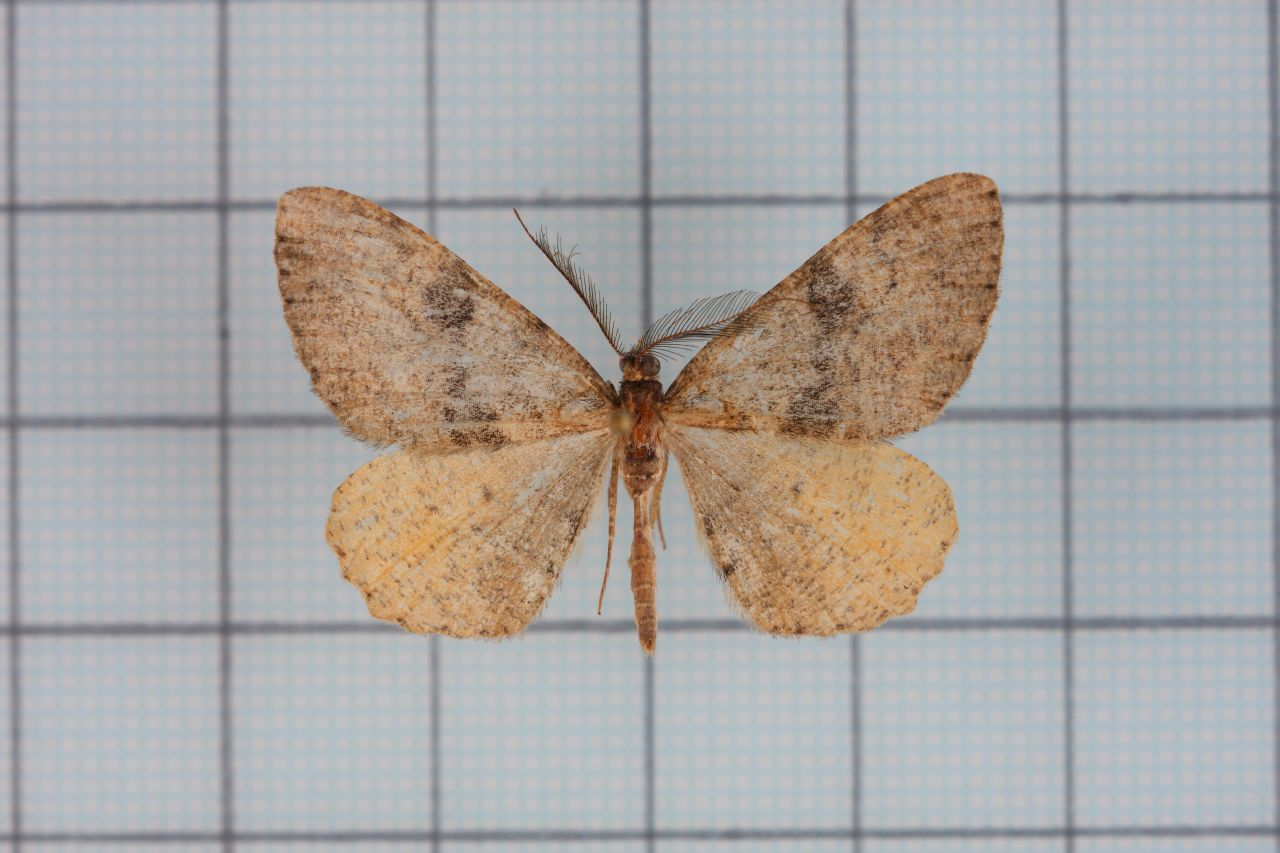
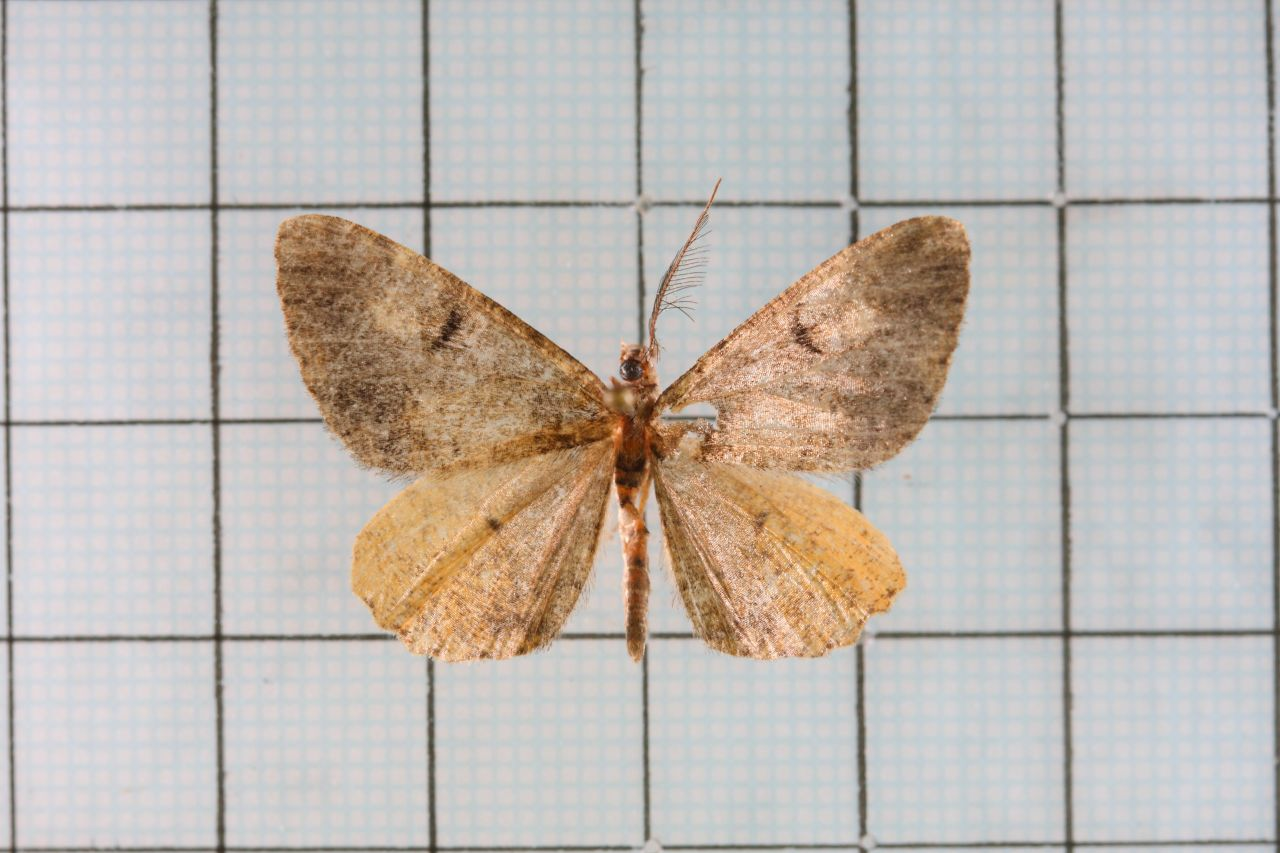
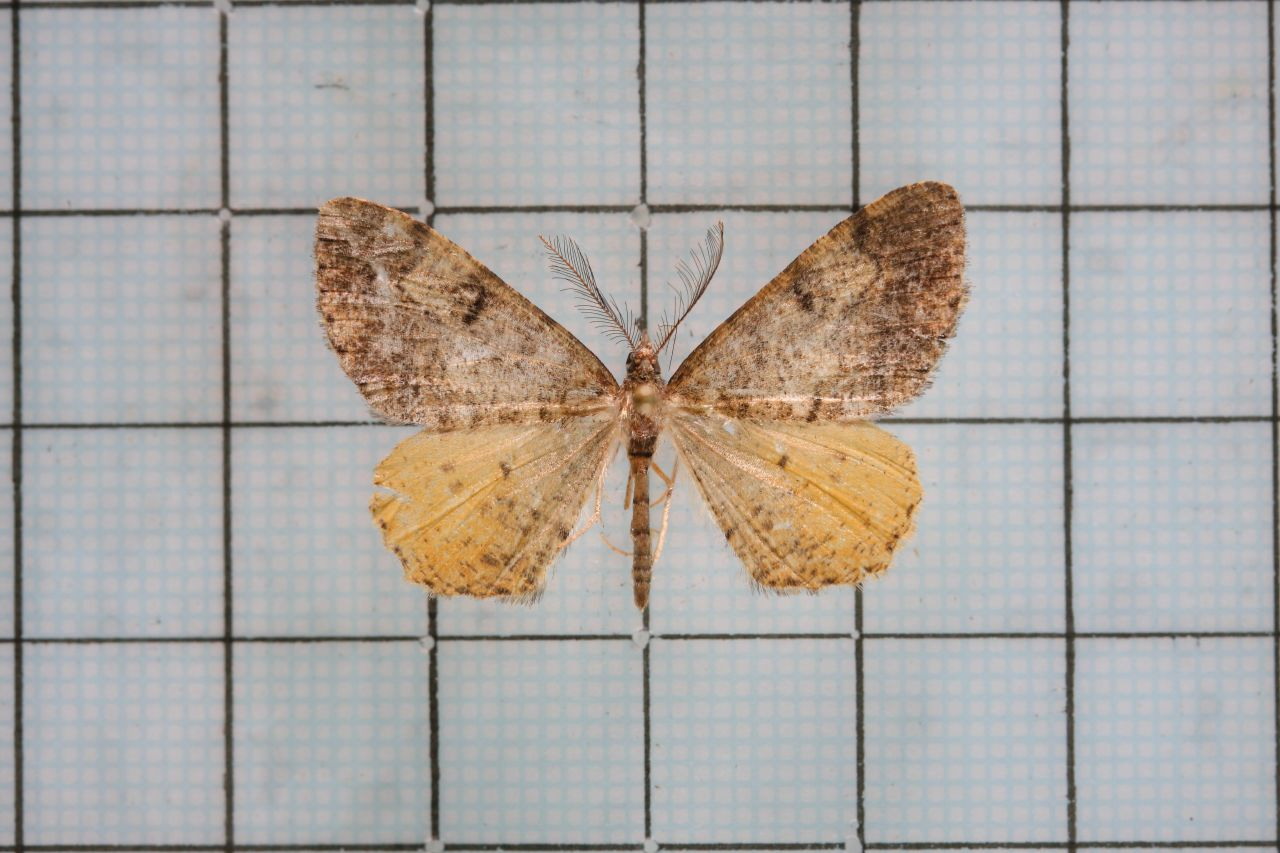